# Nagykölked
Nagykölked là một thị trấn thuộc hạt Vas, Hungary. Thị trấn này có diện tích 9,78 km², dân số năm 2010 là 149 người, mật độ 15 người/km².